# Tipi di habitat naturali di interesse comunitario
Di seguito la lista dei tipi di habitat elencati e tutelati dalla Direttiva 92/43/CEE relativa alla conservazione degli habitat naturali e della flora e della fauna selvatiche.
Sono contrassegnati con l'asterisco gli habitat prioritari, quelli cioè "che rischiano di scomparire [...] e per la cui conservazione la Comunità ha una responsabilità particolare".
Sono contrassegnati con una X gli habitat presenti sul territorio italiano.

## 1. Habitat costieri e vegetazione alofitiche
| Codice Natura 2000 | * Habitat prioritari | Tipo di habitat (definizioni ufficiali)                                                                    | Presenza in Italia |
| ------------------ | -------------------- | --- | ------------------ |
| 1                  |                      | HABITAT COSTIERI E VEGETAZIONE ALOFITICHE                                                                  |                    |
| 11                 |                      | Acque marine e ambienti a marea                                                                            |                    |
| 1110               |                      | Banchi di sabbia a debole copertura permanente di acqua marina                                             | X                  |
| 1120               | *                    | Praterie di posidonie (Posidonion oceanicae)                                                               | X                  |
| 1130               |                      | Estuari | X                  |
| 1140               |                      | Distese fangose o sabbiose emergenti durante la bassa marea                                                | X                  |
| 1150               | *                    | Lagune costiere                                                                                            | X                  |
| 1160               |                      | Grandi cale e baie poco profonde                                                                           | X                  |
| 1170               |                      | Scogliere                                                                                                  | X                  |
| 1180               |                      | Strutture sottomarine causate da emissioni di gas                                                          |                    |
| 12                 |                      | Scogliere marittime e spiagge ghiaiose                                                                     |                    |
| 1210               |                      | Vegetazione annua delle linee di deposito marine                                                           | X                  |
| 1220               |                      | Vegetazione perenne dei banchi ghiaiosi                                                                    |                    |
| 1230               |                      | Scogliere con vegetazione delle coste atlantiche e baltiche                                                |                    |
| 1240               |                      | Scogliere con vegetazione delle coste mediterranee con Limonium spp. endemici                              | X                  |
| 1250               |                      | Scogliere con vegetazione endemica delle coste macaronesiche                                               |                    |
| 13                 |                      | Paludi e pascoli inondati atlantici e continentali                                                         |                    |
| 1310               |                      | Vegetazione annua pioniera di Salicornia e altre delle zone fangose e sabbiose                             | X                  |
| 1320               |                      | Prati di Spartina (Spartinion maritimae)                                                                   | X                  |
| 1330               |                      | Pascoli inondati atlantici (Glauco-Pulcinellietalia maritimae)                                             |                    |
| 1340               | *                    | Pascoli inondati continentali                                                                              | X                  |
| 14                 |                      | Paludi e pascoli inondati mediterranei e termo-atlantici                                                   |                    |
| 1410               |                      | Pascoli inondati mediterranei (Juncetalia maritimi)                                                        | X                  |
| 1420               |                      | Praterie e fruticeti alofili mediterranei e termo-atlantici (Sarcocornetea fruticosae)                     | X                  |
| 1430               |                      | Praterie e fruticeti alonitrofili (Pegano-Salsoletea)                                                      | X                  |
| 15                 |                      | Steppe interne alofile e gipsofile                                                                         |                    |
| 1510               | *                    | Steppe salate mediterranee (Limonietalia)                                                                  | X                  |
| 1520               | *                    | Vegetazione gipsofila iberica (Gypsophiletalia)                                                            |                    |
| 1530               | *                    | Steppe alofile e paludi pannoniche                                                                         |                    |
| 16                 |                      | Arcipelaghi, coste e superfici emerse del Baltico boreale                                                  |                    |
| 1610               |                      | Isole esker del Baltico con vegetazione di spiagge sabbiose, rocciose e ghiaiose e vegetazione sublitorale |                    |
| 1620               |                      | Isolotti e isole del Baltico boreale                                                                       |                    |
| 1630               | *                    | Praterie costiere del Baltico boreale                                                                      |                    |
| 1640               |                      | Spiagge sabbiose con vegetazione perenne del Baltico boreale                                               |                    |
| 1650               |                      | Insenature strette del Baltico boreale                                                                     |                    |

## 2. Dune marittime e interne
| Codice Natura 2000 | * | Tipo di habitat (definizioni ufficiali)                                            | Presenza in Italia |
| ------------------ | - | ---------------------------------------------------------------------------------- | ------------------ |
| 2                  |   | DUNE MARITTIME E INTERNE                                                           |                    |
| 21                 |   | Dune marittime delle coste atlantiche, del Mare del Nord e del Baltico             |                    |
| 2110               |   | Dune embrionali mobili                                                             | X                  |
| 2120               |   | Dune mobili del cordone litorale con presenza di Ammophila arenaria (dune bianche) | X                  |
| 2130               | * | Dune costiere fisse a vegetazione erbacea (dune grigie)                            | X                  |
| 2140               | * | Dune fisse decalcificate con presenza di Empetrum nigrum                           |                    |
| 2150               | * | Dune fisse decalcificate atlantiche (Calluno-Ulicetea)                             |                    |
| 2160               |   | Dune con presenza di Hippophae rhamnoides                                          | X                  |
| 2170               |   | Dune con presenza di Salix repens ssp. argentea (Salicion arenariae)               |                    |
| 2180               |   | Dune boscose delle regioni atlantica, continentale e boreale                       |                    |
| 2190               |   | Depressioni umide interdunari                                                      |                    |
| 21A0               |   | Machair (* in Irlanda)                                                             |                    |
| 22                 |   | Dune marittime delle coste mediterranee                                            |                    |
| 2210               |   | Dune fisse del litorale (Crucianellion maritimae)                                  | X                  |
| 2220               |   | Dune con presenza di Euphorbia terracina                                           |                    |
| 2230               |   | Dune con prati dei Malcolmietalia                                                  | X                  |
| 2240               |   | Dune con prati dei Brachypodietalia e vegetazione annua                            | X                  |
| 2250               | * | Dune costiere con Juniperus spp.                                                   | X                  |
| 2260               |   | Dune con vegetazione di sclerofille dei Cisto-Lavanduletalia                       | X                  |
| 2270               | * | Dune con foreste di Pinus pinea e/o Pinus pinaster                                 | X                  |
| 23                 |   | Dune dell'entroterra, antiche e decalcificate                                      |                    |
| 2310               |   | Lande psammofile secche a Calluna e Genista                                        |                    |
| 2320               |   | Lande psammofile secche a Calluna e Empetrum nigrum                                |                    |
| 2330               |   | Praterie aperte a Corynephorus e Agrostis su dossi sabbiosi interni                | X                  |
| 2340               | * | Dune pannoniche dell'entroterra                                                    |                    |

## 3. Habitat d'acqua dolce
| Codice Natura 2000 | * | Tipo di habitat (definizioni ufficiali) | Presenza in Italia |
| ------------------ | - | --- | ------------------ |
| 3                  |   | HABITAT D'ACQUA DOLCE |                    |
| 31                 |   | Acque stagnanti |                    |
| 3110               |   | Acque oligotrofe a bassissimo contenuto minerale delle pianure sabbiose (Littorelletalia uniflorae)                                                                             | X                  |
| 3120               |   | Acque oligotrofe a bassissimo contenuto minerale, su terreni generalmente sabbiosi del Mediterraneo occidentale, con Isoëtes spp.                                               | X                  |
| 3130               |   | Acque stagnanti, da oligotrofe a mesotrofe, con vegetazione dei Littorelletea uniflorae e/o degli Isoëto-Nanojuncetea                                                           | X                  |
| 3140               |   | Acque oligomesotrofe calcaree con vegetazione bentica di Chara spp. | X                  |
| 3150               |   | Laghi eutrofici naturali con vegetazione del Magnopotamion o Hydrocharition | X                  |
| 3160               |   | Laghi e stagni distrofici naturali | X                  |
| 3170               | * | Stagni temporanei mediterranei | X                  |
| 3180               |   | Turlough |                    |
| 3190               |   | Laghetti di dolina di rocce gessose |                    |
| 31A0               | * | Formazioni transilvaniche di loto nelle sorgenti calde |                    |
| 32                 |   | Acque correnti - tratti di corsi d'acqua a dinamica naturale o seminaturale (letti minori, medi e maggiori) in cui la qualità dell'acqua non presenta alterazioni significative |                    |
| 3210               |   | Fiumi naturali della Fennoscandia |                    |
| 3220               |   | Fiumi alpini con vegetazione riparia erbacea | X                  |
| 3230               |   | Fiumi alpini con vegetazione riparia legnosa a Myricaria germanica | X                  |
| 3240               |   | Fiumi alpini con vegetazione riparia legnosa a Salix elaeagnos |                    |
| 3250               |   | Fiumi mediterranei a flusso permanente con Glaucium flavum | X                  |
| 3260               |   | Fiumi delle pianure e montani con vegetazione del Ranunculion fluitantis e Callitricho- Batrachion.                                                                             | X                  |
| 3270               |   | Fiumi con argini melmosi con vegetazione del Chenopodion rubri p.p e Bidention p.p.                                                                                             | X                  |
| 3280               |   | Fiumi mediterranei a flusso permanente con vegetazione dell'alleanza Paspalo-Agrostidion e con filari ripari di Salix e Populus alba                                            | X                  |
| 3290               |   | Fiumi mediterranei a flusso intermittente con il Paspalo-Agrostidion | X                  |

## 4. Lande e arbusteti temperati
| Codice Natura 2000 | * | Tipo di habitat (definizioni ufficiali)                                       | Presenza in Italia |
| ------------------ | - | ----------------------------------------------------------------------------- | ------------------ |
| 4                  |   | LANDE E ARBUSTETI TEMPERATI                                                   |                    |
| 4010               |   | Lande umide atlantiche settentrionali a Erica tetralix                        |                    |
| 4020               | * | Lande umide atlantiche temperate a Erica ciliaris e Erica tetralix            |                    |
| 4030               |   | Lande secche europee                                                          | X                  |
| 4040               | * | Lande secche costiere atlantiche a Erica vagans                               |                    |
| 4050               | * | Lande macaronesiche endemiche                                                 |                    |
| 4060               |   | Lande alpine e boreali                                                        | X                  |
| 4070               | * | Boscaglie di Pinus mugo e Rhododendron hirsutum (Mugo-Rhododendretum hirsuti) | X                  |
| 4080               |   | Boscaglie subartiche di Salix spp.                                            | X                  |
| 4090               |   | Lande oro-mediterranee endemiche a ginestre spinose                           | X                  |
| 40A0               | * | Boscaglia subcontinentale peripannonica                                       |                    |
| 40B0               |   | Boscaglia fitta di Potentilla fruticosa del Rhodope                           |                    |
| 40C0               | * | Boscaglia fitta caducifoglia ponto-sarmatica                                  |                    |

## 5. Macchie e boscaglie di sclerofille (Matorral)
| Codice Natura 2000 | * | Tipo di habitat (definizioni ufficiali)                                                              | Presenza in Italia |
| ------------------ | - | --- | ------------------ |
| 5                  |   | MACCHIE E BOSCAGLIE DI SCLEROFILLE (MATORRAL)                                                        |                    |
| 51                 |   | Arbusteti submediterranei e temperati                                                                |                    |
| 5110               |   | Formazioni stabili xerotermofile a Buxus sempervirens sui pendii rocciosi (Berberidion p.p.)         | X                  |
| 5120               |   | Formazioni montane a Cytisus purgans                                                                 |                    |
| 5130               |   | Formazioni a Juniperus communis su lande o prati calcicoli                                           | X                  |
| 5140               | * | Formazioni a Cistus palhinhae su lande marittime                                                     |                    |
| 52                 |   | Matorral arborescenti mediterranei                                                                   |                    |
| 5210               |   | Matorral arborescenti di Juniperus spp.                                                              | X                  |
| 5220               | * | Matorral arborescenti di Zyziphus                                                                    | X                  |
| 5230               | * | Matorral arborescenti di Laurus nobilis                                                              | X                  |
| 53                 |   | Boscaglie termo-mediterranee e pre-steppiche                                                         |                    |
| 5310               |   | Boscaglia fitta di Laurus nobilis                                                                    | X                  |
| 5320               |   | Formazioni basse di euforbie vicino alle scogliere                                                   | X                  |
| 5330               |   | Arbusteti termo-mediterranei e pre-desertici                                                         | X                  |
| 54                 |   | Phrygane                                                                                             |                    |
| 5410               |   | Phrygane del Mediterraneo occidentale sulla sommità di scogliere (Astragalo-Plantaginetum subulatae) | X                  |
| 5420               |   | Sarcopoterium spinosum phryganas                                                                     | X                  |
| 5330               |   | Phrygane endemiche dell'Euphorbio-Verbascion                                                         | X                  |

## 6. Formazioni erbose naturali e seminaturali
| Codice Natura 2000 | * | Tipo di habitat (definizioni ufficiali) | Presenza in Italia |
| ------------------ | - | --- | ------------------ |
| 6                  |   | FORMAZIONI ERBOSE NATURALI E SEMINATURALI |                    |
| 61                 |   | Formazioni erbose naturali |                    |
| 6110               | * | Formazioni erbose calcicole rupicole o basofile dell'Alysso-Sedion albi                                                                          | X                  |
| 6120               | * | Formazioni erbose calcicole delle sabbie xerofitiche                                                                                             |                    |
| 6130               |   | Formazioni erbose calaminari dei Violetalia calaminariae                                                                                         | X                  |
| 6140               |   | Formazioni erbose silicicole a Festuca eskia dei Pirenei                                                                                         |                    |
| 6150               |   | Formazioni erbose boreo-alpine silicee | X                  |
| 6160               |   | Formazioni erbose silicicole oro-iberiche a Festuca indigesta                                                                                    |                    |
| 6170               |   | Formazioni erbose calcicole alpine e subalpine                                                                                                   | X                  |
| 6180               |   | Formazioni erbose mesofile macaronesiche |                    |
| 6190               |   | Formazioni erbose rupicole pannoniche (Stipo-Festucetalia pallentis)                                                                             |                    |
| 62                 |   | Formazioni erbose secche seminaturali e facies coperte da cespugli                                                                               |                    |
| 6210               |   | Formazioni erbose secche seminaturali e facies coperte da cespugli su substrato calcareo (Festuco-Brometalia) (* notevole fioritura di orchidee) | X                  |
| 6220               | * | Percorsi substeppici di graminacee e piante annue dei Thero-Brachy-podietea                                                                      | X                  |
| 6230               | * | Formazioni erbose a Nardus, ricche di specie, su substrato siliceodelle zone montane (e delle zone submontane dell'Europa continentale)          | X                  |
| 6240               | * | Formazioni erbose sub-pannoniche | X                  |
| 6250               | * | Steppe pannoniche su loess |                    |
| 6260               | * | Steppe pannoniche sabbiose |                    |
| 6270               | * | Steppe fennoscandiche di bassa altitudine da secche a mesofile, ricche in specie                                                                 |                    |
| 6280               | * | Alvar nordico e rocce piatte calcaree pre-cambriane                                                                                              |                    |
| 62A0               |   | Formazioni erbose secche della regione submediterranea orientale (Scorzoneratalia villosae)                                                      | X                  |
| 62B0               | * | Formazioni erbose serpentinofile di Cipro |                    |
| 62C0               | * | Steppe ponto-sarmatiche |                    |
| 62D0               |   | Formazioni erbose acidofile oro-moesiane |                    |
| 63                 |   | Boschi di sclerofille utilizzati come terreni di pascolo (dehesas)                                                                               |                    |
| 6310               |   | Dehesas con Quercus spp. sempreverde | X                  |
| 64                 |   | Praterie umide seminaturali con piante erbacee alte                                                                                              |                    |
| 6410               |   | Praterie con Molinia su terreni calcarei, torbosi o argilloso-limosi (Molinion caeruleae)                                                        | X                  |
| 6420               |   | Praterie umide mediterranee con piante erbacee alte del Molinio-Holo-schoenion                                                                   | X                  |
| 6430               |   | Bordure planiziali, montane e alpine di megaforbie idrofile                                                                                      | X                  |
| 6440               |   | Praterie alluvionali inondabili dello Cnidion dubii                                                                                              |                    |
| 6450               |   | Praterie alluvionali nordboreali |                    |
| 6460               |   | Formazioni erbose di torbiera dei Troodo |                    |
| 65                 |   | Formazioni erbose mesofile |                    |
| 6510               |   | Praterie magre da fieno a bassa altitudine (Alopecurus pratensis, Sanguisorba officinalis)                                                       | X                  |
| 6520               |   | Praterie montane da fieno | X                  |
| 6530               | * | Praterie arborate fennoscandiche |                    |

## 7. Torbiere alte, torbiere basse e paludi basse
| Codice Natura 2000 | * | Tipo di habitat (definizioni ufficiali)                                | Presenza in Italia |
| ------------------ | - | ---------------------------------------------------------------------- | ------------------ |
| 7                  |   | TORBIERE ALTE, TORBIERE BASSE E PALUDI BASSE                           |                    |
| 71                 |   | Torbiere acide di sfagni                                               |                    |
| 7110               | * | Torbiere alte attive                                                   | X                  |
| 7120               |   | Torbiere alte degradate ancora suscettibili di rigenerazione naturale  | X                  |
| 7130               |   | Torbiere di copertura (* per le torbiere attive soltanto)              | X                  |
| 7140               |   | Torbiere di transizione e instabili                                    | X                  |
| 7150               |   | Depressioni su substrati torbosi del Rhynchosporion                    | X                  |
| 7160               |   | Sorgenti ricche di minerali e sorgenti di paludi basse fennoscandiche  | X                  |
| 72                 |   | Paludi basse calcaree                                                  |                    |
| 7210               | * | Paludi calcaree con Cladium mariscus e specie del Caricion davallianae | X                  |
| 7220               | * | Sorgenti petrificanti con formazione di travertino (Cratoneurion)      | X                  |
| 7230               |   | Torbiere basse alcaline                                                | X                  |
| 7240               | * | Formazioni pioniere alpine del Caricion bicoloris-atrofuscae           | X                  |
| 73                 |   | Torbiere boreali                                                       |                    |
| 7310               | * | Torbiere di Aapa                                                       |                    |
| 7320               | * | Torbiere di Palsa                                                      |                    |

## 8. Habitat rocciosi e grotte
| Codice Natura 2000 | * | Tipo di habitat (definizioni ufficiali)                                                           | Presenza in Italia |
| ------------------ | - | ------------------------------------------------------------------------------------------------- | ------------------ |
| 8                  |   | HABITAT ROCCIOSI E GROTTE                                                                         |                    |
| 81                 |   | Ghiaioni                                                                                          |                    |
| 8110               |   | Ghiaioni silicei dei piani montano fino a nivale (Androsacetalia alpinae e Galeopsietalia ladani) | X                  |
| 8120               |   | Ghiaioni calcarei e scistocalcarei montani e alpini (Thlaspietea rotundifolii)                    | X                  |
| 8130               |   | Ghiaioni del Mediterraneo occidentale e termofili                                                 | X                  |
| 8140               |   | Ghiaioni del Mediterraneo orientale                                                               |                    |
| 8150               |   | Ghiaioni dell'Europa centrale silicei delle regioni alte                                          |                    |
| 8160               | * | Ghiaioni dell'Europa centrale calcarei di collina e montagna                                      |                    |
| 82                 |   | Pareti rocciose con vegetazione casmofitica                                                       |                    |
| 8210               |   | Pareti rocciose calcaree con vegetazione casmofitica                                              | X                  |
| 8220               |   | Pareti rocciose silicee con vegetazione casmofitica                                               | X                  |
| 8230               |   | Rocce silicee con vegetazione pioniera di Sedo-Scleranthion o di Sedoalbi-Veronicion dillenii     | X                  |
| 8240               | * | Pavimenti calcarei                                                                                | X                  |
| 83                 |   | Altri habitat rocciosi                                                                            |                    |
| 8310               |   | Grotte non ancora sfruttate a livello turistico                                                   | X                  |
| 8320               |   | Campi di lava e cavità naturali                                                                   | X                  |
| 8330               |   | Grotte marine sommerse o semisommerse                                                             | X                  |
| 8340               |   | Ghiacciai permanenti                                                                              | X                  |

## 9. Foreste
| Codice Natura 2000 | * | Tipo di habitat (definizioni ufficiali) | Presenza in Italia |
| ------------------ | - | --- | ------------------ |
| 9                  |   | FORESTE |                    |
| 90                 |   | Foreste dell'Europa boreale |                    |
| 9010               | * | Taiga occidentale |                    |
| 9020               | * | Vecchie foreste caducifoglie naturali emiboreali della Fennoscandia (Quercus, Tilia, Acer, Fraxinus o Ulmus) ricche di epifite                  |                    |
| 9030               |   | Foreste naturali delle prime fasi della successione delle superficie emergenti costiere                                                         |                    |
| 9040               |   | Foreste nordiche subalpine/subartiche con Betula pubescens ssp. czere-panovii                                                                   |                    |
| 9050               |   | Foreste fennoscandiche di Picea abies ricche di piante erbacee                                                                                  |                    |
| 9060               |   | Foreste di conifere su, o collegate con, esker fluvioglaciali                                                                                   |                    |
| 9070               |   | Pascoli arborati fennoscandici |                    |
| 9080               | * | Boschi paludosi caducifogli della Fennoscandia                                                                                                  |                    |
| 91                 |   | Foreste dell'Europa temperata |                    |
| 9110               |   | Faggeti del Luzulo-Fagetum | X                  |
| 9120               |   | Faggeti acidofili atlantici con sottobosco di Ilex e a volte di Taxus (Quercion robori-petraeae o Ilici-Fagenion)                               | X                  |
| 9130               |   | Faggeti dell'Asperulo-Fagetum | X                  |
| 9140               |   | Faggeti subalpini dell'Europa centrale con Acer e Rumex arifolius                                                                               | X                  |
| 9150               |   | Faggeti calcicoli dell'Europa centrale del Cephalanthero-Fagion                                                                                 | X                  |
| 9160               |   | Querceti di farnia o rovere subatlantici e dell'Europa centrale del Carpinion betuli                                                            | X                  |
| 9170               |   | Querceti di rovere del Galio-Carpinetum | X                  |
| 9180               | * | Foreste di versanti, ghiaioni e valloni del Tilio-Acerion                                                                                       | X                  |
| 9190               |   | Vecchi querceti acidofili delle pianure sabbiose con Quercus robur                                                                              | X                  |
| 91A0               |   | Vecchi querceti delle isole britanniche con Ilex e Blechnum                                                                                     | X                  |
| 91B0               |   | Frassineti termofili a Fraxinus angustifolia | X                  |
| 91C0               | * | Foreste caledoniane |                    |
| 91D0               | * | Torbiere boscose | X                  |
| 91E0               | * | Foreste alluvionali di Alnus glutinosa e Fraxinus excelsior (Alno-Padion, Alnion incanae, Salicion albae)                                       | X                  |
| 91F0               |   | Foreste miste riparie di grandi fiumi a Quercus robur, Ulmus laevis e Ulmus minor, Fraxinus excelsior o Fraxinus angustifolia (Ulmenionminoris) | X                  |
| 91G0               |   | Boschi pannonici di Quercus petraea e Carpinus betulus                                                                                          |                    |
| 91H0               | * | Boschi pannonici di Quercus pubescens | X                  |
| 91I0               | * | Boschi steppici euro-siberiani di Quercus spp.                                                                                                  |                    |
| 91J0               | * | Boschi di Taxus baccata delle isole britanniche                                                                                                 |                    |
| 91K0               |   | Foreste illiriche di Fagus sylvatica (Aremonio-Fagion)                                                                                          | X                  |
| 91L0               |   | Querceti di rovere illirici (Erythronio-Carpinion)                                                                                              | X                  |
| 91M0               |   | Foreste pannonico-balcaniche di quercia cerro-quercia sessile                                                                                   | X                  |
| 91N0               |   | Boscaglia fitta delle dune pannoniche interne (Junipero-Populetumalbae)                                                                         |                    |
| 91P0               |   | Foreste di abete della Santa Croce (Abietetum polonicum)                                                                                        |                    |
| 91Q0               |   | Foreste calcicole dei Carpazi occidentali di Pinus sylvestris                                                                                   |                    |
| 91R0               |   | Foreste di pino silvestre delle dolomiti dinariche (Genisto januensis-Pinetum)                                                                  |                    |
| 91S0               | * | Faggeti della regione del Mar Nero occidentale                                                                                                  |                    |
| 91T0               |   | Foreste di pino silvestre a licheni dell'Europa centrale                                                                                        |                    |
| 91U0               |   | Foreste di pino della steppa sarmatica |                    |
| 91V0               |   | Faggeti dacici (Symphyto-Fagion) |                    |
| 91W0               |   | Faggeti della Moesia |                    |
| 91X0               |   | Faggeti della Dobrogea |                    |
| 91Y0               |   | Querceti di rovere della Dacia |                    |
| 91Z0               |   | Boschi di tiglio argenteo della Moesia |                    |
| 91AA               | * | Boschi orientali di quercia bianca |                    |
| 91BA               |   | Foreste di abete bianco della Moesia |                    |
| 91CA               |   | Foreste di pino silvestre del massiccio balcanico e del Rhodope                                                                                 |                    |
| 92                 |   | Foreste mediterranee caducifoglie |                    |
| 9210               | * | Faggeti degli Appennini con Taxus e Ilex | X                  |
| 9220               | * | Faggeti degli Appennini con Abies alba e faggeti con Abies nebrodensis                                                                          | X                  |
| 9230               |   | Querceti galizioportoghesi a Quercus robur e Quercus pyrenaica                                                                                  |                    |
| 9240               |   | Querceti iberici a Quercus faginea e Quercus canariensis                                                                                        |                    |
| 9250               |   | Querceti a Quercus trojana | X                  |
| 9260               |   | Boschi di Castanea sativa | X                  |
| 9270               |   | Faggeti ellenici con Abies borisii-regis |                    |
| 9280               |   | Boschi di Quercus frainetto | X                  |
| 9290               |   | Foreste di Cupressus (Acero-Cupression) |                    |
| 92A0               |   | Foreste a galleria di Salix alba e Populus alba                                                                                                 | X                  |
| 92B0               |   | Foreste a galleria dei fiumi mediterranei a flusso intermittente a Rhododendron ponticum, Salix e altre specie                                  |                    |
| 92C0               |   | Boschi di Platanus orientalis e Liquidambar orientalis (Platanion orientalis)                                                                   | X                  |
| 92D0               |   | Gallerie e forteti ripari meridionali (Nerio-Tamaricetea e Securinegion tinctoriae)                                                             | X                  |
| 93                 |   | Foreste sclerofille mediterranee |                    |
| 9310               |   | Boschi egei di Quercus brachyphylla |                    |
| 9320               |   | Foreste di Olea e Ceratonia | X                  |
| 9330               |   | Foreste di Quercus suber | X                  |
| 9340               |   | Foreste di Quercus ilex e Quercus rotundifolia                                                                                                  | X                  |
| 9350               |   | Foreste di Quercus macrolepis | X                  |
| 9260               | * | Laurisilve macaronesiche (Laurus, Ocotea) |                    |
| 9370               | * | Palmeti di Phoenix |                    |
| 9380               |   | Foreste di Ilex aquifolium | X                  |
| 9390               | * | Boscaglie e vegetazione forestale bassa con Quercus alnifolia                                                                                   |                    |
| 93A0               |   | Foreste con Quercus infectoria (Anagyro foetidae-Quercetum infectoriae)                                                                         |                    |
| 94                 |   | Foreste di conifere delle montagne temperate |                    |
| 9410               |   | Foreste acidofile montane e alpine di Picea (Vaccinio-Piceetea)                                                                                 | X                  |
| 9420               |   | Foreste alpine di Larix decidua e/o Pinus cembra                                                                                                | X                  |
| 9430               |   | Foreste montane e subalpine di Pinus uncinata (* su substrato gessoso o calcareo                                                                | X                  |
| 95                 |   | Foreste di conifere delle montagne mediterranee e macaronesiche                                                                                 |                    |
| 9510               | * | Foreste sud-appenniniche di Abies alba | X                  |
| 9520               |   | Foreste di Abies pinsapo |                    |
| 9530               | * | Pinete (sub-)mediterranee di pini neri endemici                                                                                                 | X                  |
| 9540               |   | Pinete mediterranee di pini mesogeni endemici                                                                                                   | X                  |
| 9550               |   | Pinete endemiche delle Canarie |                    |
| 9560               | * | Foreste endemiche di Juniperus spp. | X                  |
| 9570               | * | Foreste di Tetraclinis articulata |                    |
| 9580               | * | Boschi mediterranei di Taxus baccata | X                  |
| 9590               | * | Foreste di Cedrus brevifolia (Cedrosetum brevifoliae)                                                                                           |                    |
| 95A0               |   | Pinete alte oro-mediterranee | X                  |